# Вја Г.Де Руђеро (Напуљ)
Вја Г.Де Руђеро је насеље у Италији у округу Напуљ, региону Кампанија.
Према процени из 2011. у насељу је живело 240 становника. Насеље се налази на надморској висини од 50 м.